# Strimpardalot
Strimpardalot (Pardalotus striatus) är en fågel i familjen pardaloter inom ordningen tättingar.

## Utbredning och systematik
Strimpardalot delas in i sex underarter i fyra grupper med följande utbredning:
- melanocephalus-gruppen
  - P. s. uropygialis – norra Australien (Fitzroy River, Western Australia till Cape York-halvön)
  - P. s. melvillensis – Melvilleön och Bathurstöarna (Northern Territory)
  - P. s. melanocephalus – östra Queensland (centrala Ingham till New South Wales)
- P. s. ornatus – nordöstra New South Wales till östra och södra Victoria
- P. s. striatus - häckar i Tasmanien, på öarna King och Flinders, övervintrar i norra Queensland
- P. s. substriatus – södra och centrala Australien utom i de mest torra områdena

## Status och hot
Arten har ett stort utbredningsområde, men tros minska i antal, dock inte tillräckligt kraftigt för att den ska betraktas som hotad. Internationella naturvårdsunionen IUCN listar arten som livskraftig (LC).

## Bilder

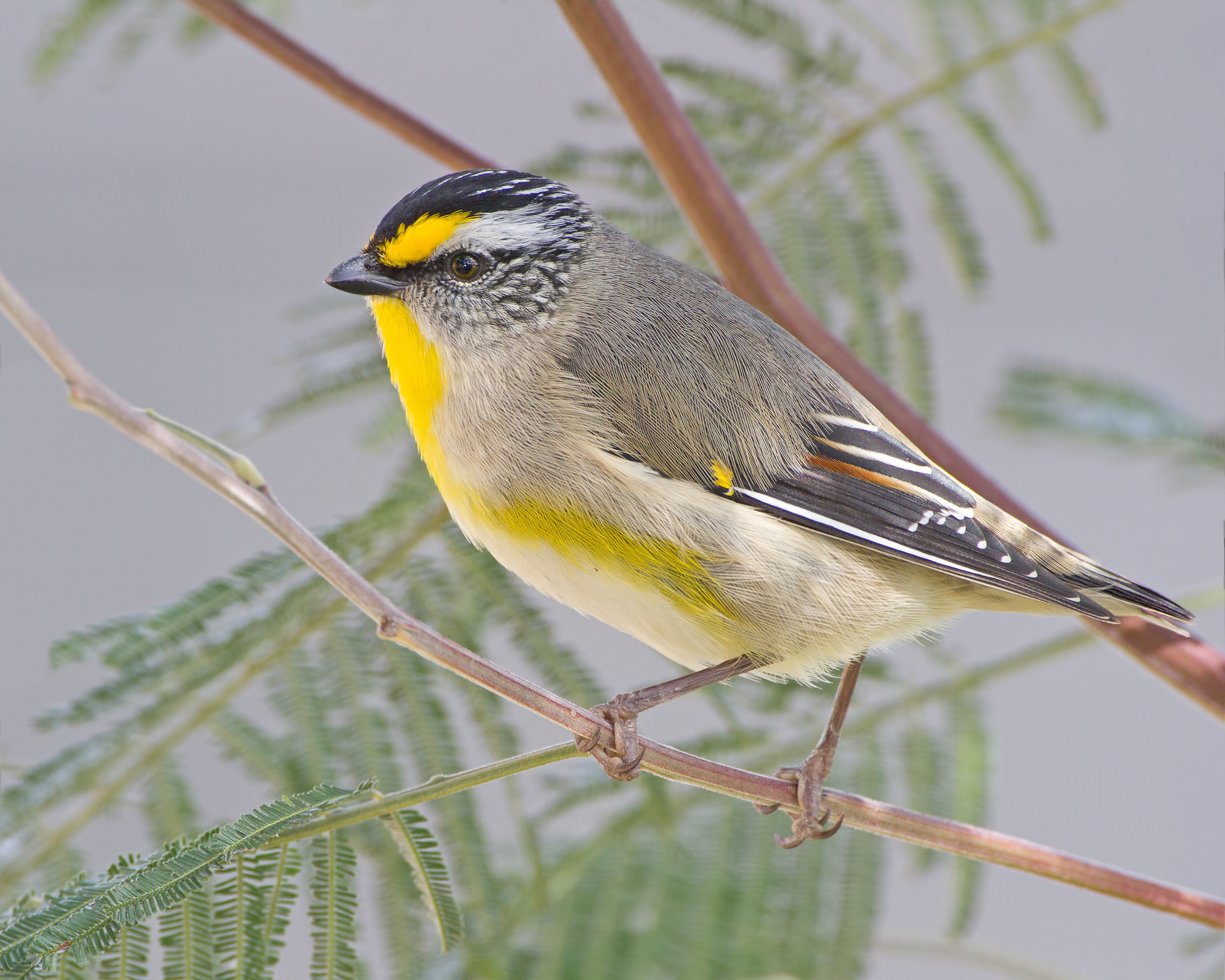
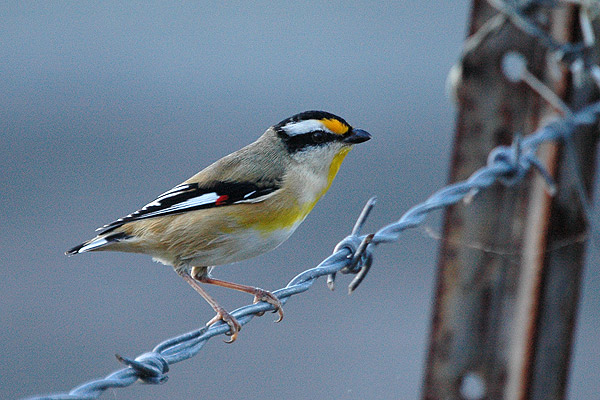
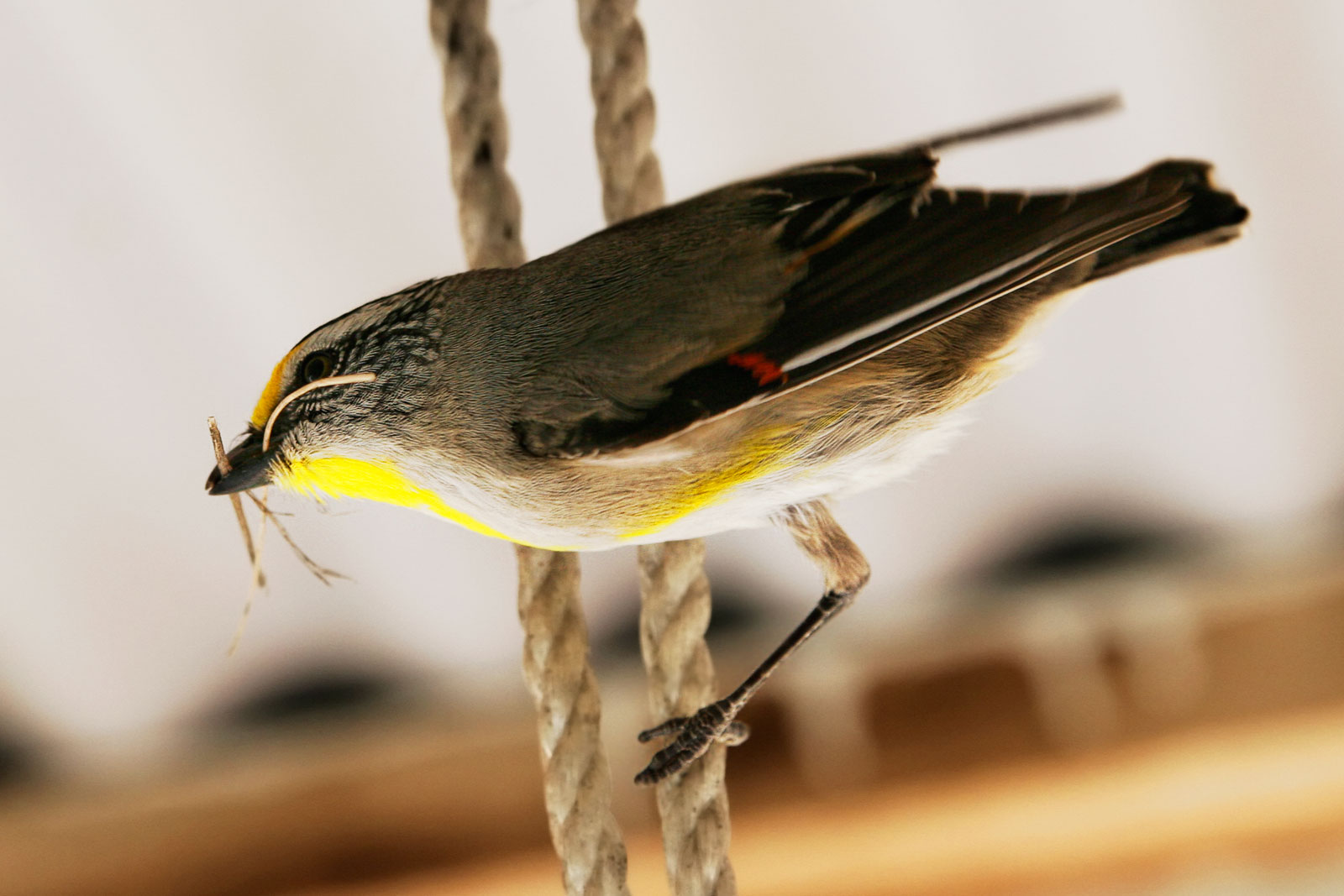
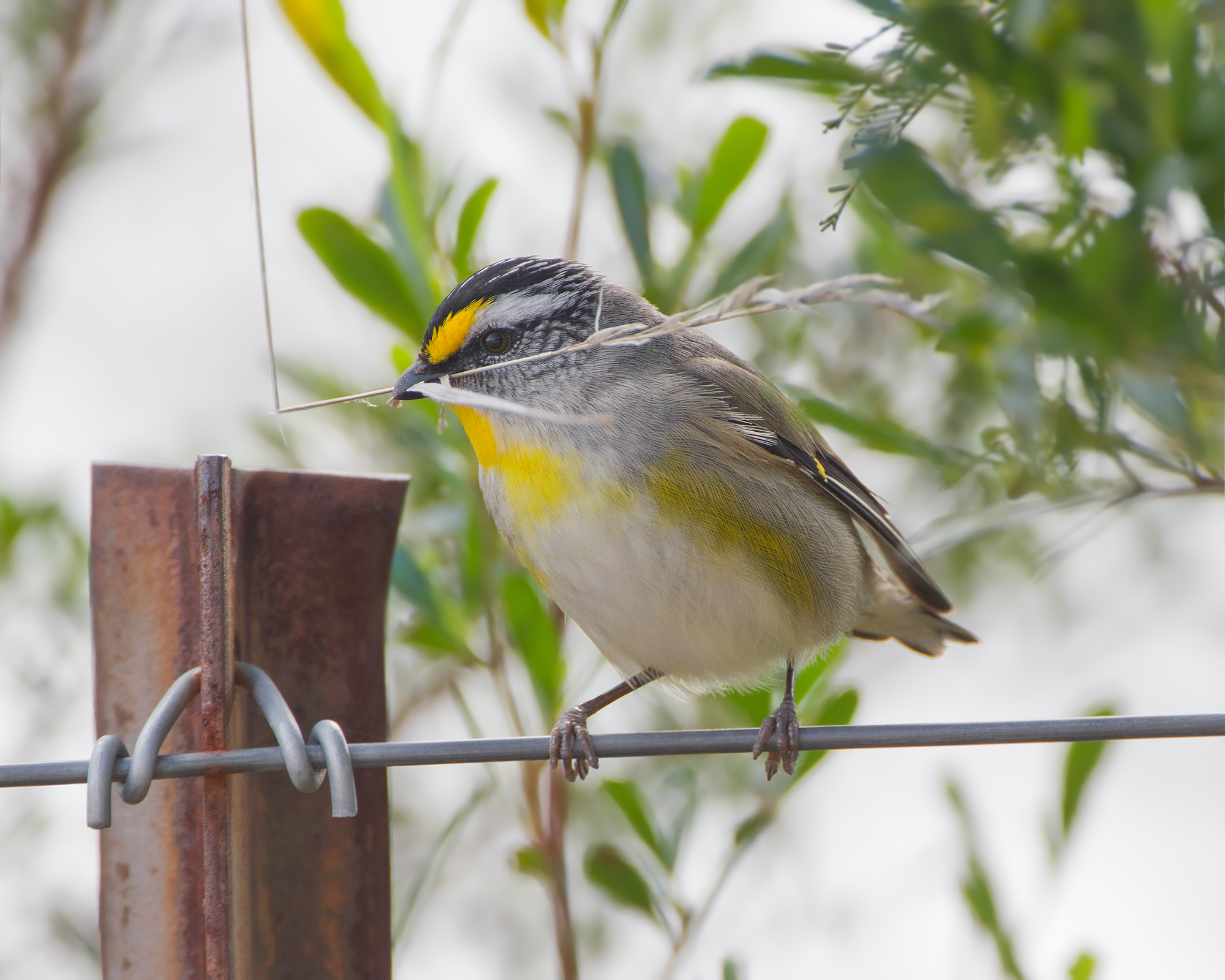